# 黒木賢一
黒木 賢一（くろき けんいち、1951年 - ）は、日本の臨床心理学者。臨床心理士。大阪経済大学人間科学部教授。専門は、心理臨床学（治療論，心身論）、トランスパーソナル心理臨床、気功学。

## 経歴
兵庫県生まれ。桃山学院大学社会学部卒業。カリフォルニア州立大学ヘイワード校大学院教育心理学専攻修士課程(M.S. in Counseling)修了。帰国後，大阪の高石クリニック（大阪心理療法センター）心理士として勤務。
芦屋心療オフィス所長を経て、現在，大阪経済大学人間科学部・人間科学研究科教授。 

## 著書
- 『＜自分発見＞ワークブック』―隠された私に出会う本― 1996年 洋泉社
- 『「自分らしさ」を見つける心理学』 1998年 PHP研究所
- 『＜気＞の心理臨床入門』 2006年 星和書店
- 『心理臨床』 5巻1号 1992年 特集「ニューエイジセラピー」、特集編者 黒木賢一、星和書店
- 『カウンセラーの仕事』、三木善彦・黒木賢一 編著 朱鷺書房
- 『専門誌『こころの臨床』アラカルト』1997年、特集「インターネットが意識を変える」、特集編者 黒木賢一、星和書店
- 『日本の心理療法』、三木善彦＋黒木賢一　編著　朱鷺書房
- 『心理臨床におけるからだ』　編著者：目幸黙僊・黒木賢一 2006年、朱鷺書房

### 共著
- 『男らしらしさから自分らしさへ』メンズセンター編 1996年 かもがわ出版
- 別冊発達16『カウンセリングの理論と技法』氏原寛・東山紘久 編著 1993年 ミネルヴァ書房
- 別冊発達『カウンセリング入門』　氏原寛・東山紘久 編著 1992年 ミネルヴァ書房
- 別冊宝島220『気で治る本』津村喬 編著 1995年
- 『生者と死者のほとり』～阪神大震災・記憶のための試み～「カウンセラーの震災ノート」笠原芳光＋季村敏夫　編著　1997年
- 『癒しの森ー心理療法と宗教ー』「高次な意識へのアプローチ」 加藤清　監修　1996年
- 『トランスパーソナル 心理療法入門』「気のトランスパーソナル心理療法」日本評論社 2001年7月
- 『臨床心理学1 カウンセリングと精神療法（心理治療）』培風館 1999年7月
- 『 マスコミ精神医学』「代替医療」星和書店 2001年4月
- 『基礎から学ぶ心理学・臨床心理学山　祐嗣・山口素子・小林知博 編著 北大路書房 2009年

## 翻訳
- 『心の執着を超えて』―癒しと自己成長のイメージワーク― 、フィリス・クリスタル著 黒木賢一・訳 創元社